# Kanta (Schild)
Das Kanta ist ein Schild aus Indonesien. Es wird von der Ethnie der Toraja auf der Insel Sulawesi verwendet.

## Beschreibung
Das Kanta besteht in der Regel aus Holz. Es ist verhältnismäßig schmal und langgezogen und sein Querschnitt ist v-förmig. In der Mitte ist es etwas breiter als an beiden Enden. Beide Enden sind leicht spitz gearbeitet. Die Vorderseite ist reich mit den Haaren der Hausziege verziert, die zu horizontalen Büscheln gearbeitet sind. Diese Haarbüschel sind in den Farben  Weiss, Rot und Schwarz in sich überlappenden Reihen angebracht. Zusätzlich sind Einlegearbeiten aus Knochen oder Muschelschalen sowie aus ganzen Muscheln angebracht. Das Kanta wird von Ethnien aus Indonesien benutzt.

## Einzelnachweise

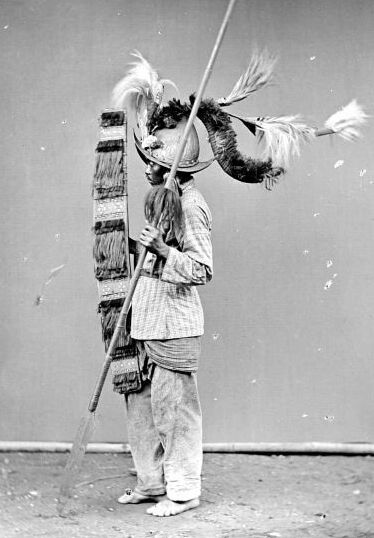
Krieger aus Celebes mit Kanta Schild